# Un oncle à héritage
Un oncle à héritage est un roman de Madeleine Chapsal publié en 2005.

## Résumé
Le baron de Condignac, 80 ans, a une belle fortune. Son neveu Charles et sa femme Evelyne, qui ont des triplées, ne viennent que quand ils ont besoin car c'est un oncle à héritage. Ils lui ont dit de faire un testament mais il refuse. Sa nièce Laurraine est plus conciliante. Elle leur présente son fils Ulysse, 18 ans, noir, qu'elle avait laissé en Grêce mais qui en vérité, a répondu à une annonce internet. Le baron apprend qu'il a eu un fils avec son ancienne bonne, Robert, 40 ans. Mais finalement, le baron épouse Jéromine, sa bonne actuelle.